# Chetoptilia puella
Chetoptilia puella là một loài ruồi trong họ Tachinidae.